# Shirley Stoler
Shirley Stoler, née à Brooklyn (New York), le 30 mars 1929 et morte à New York, le 17 février 1999 est une actrice  américaine, découverte par son rôle de Martha Beck dans Les Tueurs de la lune de miel.

## Biographie et carrière
Au long de sa carrière, Shirley Stoler a souvent joué les personnages de « méchants » (comme dans Les Tueurs de la lune de miel ou dans un épisode de la série télévisée Drôles de dames (Charlie's Angels)). Son aspect effrayant était une conséquence de sa forte stature. Elle se considérait elle-même comme la première actrice à l'embonpoint significatif à avoir des rôles dramatiques plutôt que comiques. En tant qu'actrice typée, elle est aussi apparue dans des rôles secondaires de films classiques tels que Klute, Voyage au bout de l'enfer ou Recherche Susan désespérément.
Le sommet de sa carrière cinématographique est sans doute le rôle repoussant de femme nazie, commandant de prison, dans le film de Lina Wertmüller, Pasqualino (Pasqualino Settebellezze) (1975), dans lequel elle jouait au chat et à la souris au cours d'un jeu de séduction avec un prisonnier du camp de concentration incarné par Giancarlo Giannini.
Bien que sa photo ait fait la une du supplément Arts du New York Times à l'époque, sa performance a été oubliée lors de la saison des remises de prix, peut-être à cause du fait que sa prestation avait été doublée en italien. Le film, dont le succès représentait pour elle un enjeu de carrière, a été nommé pour l'Oscar du meilleur film en langue étrangère de 1976, et permit à Lina Wertmüller de recueillir les nominations en tant que meilleur réalisateur (une première pour une femme) et meilleur scénario original, pendant que son partenaire, Giancarlo Giannini concourait en tant que meilleur acteur.
Elle a également joué à Broadway et dans des soaps télévisés ainsi que dans un feuilleton du week-end (Mrs. Steve de Pee-wee's Playhouse).
Shirley Stoler a vécu à Manhattan jusqu'à sa mort, d'une crise cardiaque, à l'âge de 69 ans.

## Filmographie
| Année       | Titre                                       | Rôle                     | Notes                                      |
| ----------- | ------------------------------------------- | ------------------------ | ------------------------------------------ |
| 1970        | Les Tueurs de la lune de miel               | Martha Beck              | Titre original : The Honeymoon Killers     |
| 1971        | Klute                                       | Momma Reese              |                                            |
| 1975        | Pasqualino                                  | Le commandant            | Titre anglais : Seven Beauties             |
| 1975        | Une vraie jeune fille                       | L'épicière à Aupom       | sorti en 1999                              |
| 1978        | Voyage au bout de l'enfer                   | La mère de Steven        | Titre original : The Deer Hunter           |
| 1979        | Drôles de dames (Charlie's Angels)          | Big Aggie                | Épisode : Caged Angel                      |
| 1980        | Skag                                        | Dottie Jessup            | 5 épisodes                                 |
| 1980        | Seed of Innocence                           | Corky                    | Autre titre : Teen Mothers                 |
| 1980        | Below the Belt                              | Trish                    |                                            |
| 1980        | The Edge of Night                           | Frankie                  |                                            |
| 1981        | Cœurs d'occasion                            | Maxy                     |                                            |
| 1983        | The Brass Ring                              | Marge                    | Film TV                                    |
| 1983        | Frank, chasseur de fauves                   |                          | Épisode : The Shadow Women of Chung Tai    |
| 1983        | The Powers of Matthew Star                  | Tattoo Artist            | Épisode : The Quadrian Caper               |
| 1984        | A Stroke of Genius                          |                          |                                            |
| 1984        | Splitz                                      | Dean Hunta               |                                            |
| 1985        | Recherche Susan désespérément               | Gardienne de prison      | Titre original : Desperately Seeking Susan |
| 1985        | Brass                                       | Woman in window          | Film TV                                    |
| 1986 à 1987 | Pee-wee's Playhouse                         | Mrs. Steve               | 2 épisodes                                 |
| 1986 à 1987 | On ne vit qu'une fois                       | Roberta « Tiny » Coleman |                                            |
| 1987        | Trois heures, l'heure du crime              | Eva                      | Three O'Clock High                         |
| 1988        | Blue-Jean Cop (Shakedown)                   | Irma                     |                                            |
| 1988        | Sticky Fingers                              | Reeba                    |                                            |
| 1989        | Aline et Cathy (Kate & Allie)               |                          | Épisode : Wanted: One Husband              |
| 1989        | Dans la chaleur de la nuit                  | Adah Boone               | Épisode : The Pig Woman of Sparta          |
| 1990        | Le Flic de Miami (Miami Blues)              | Edie Wulgemuth           |                                            |
| 1990        | Frankenhooker                               | Spike the Bartender      |                                            |
| 1990        | Sons                                        | Une ménagère allemande   |                                            |
| 1991        | New York, police judiciaire (Law and Order) | Charlie Maylen           | Épisode : Misconception                    |
| 1992        | Topsy and Bunker: The Cat Killers           | Grace                    |                                            |
| 1992        | Mac                                         | Une cliente              |                                            |
| 1992        | Malcolm X                                   | Mrs. Swerlin             |                                            |
| 1993        | Me and Veronica                             | La femme qui tire        |                                            |
| 1997        | The Deli                                    | Irma                     |                                            |

### Source
- (en) Cet article est partiellement ou en totalité issu de l’article de Wikipédia en anglais intitulé « Shirley Stoler » (voir la liste des auteurs).